# قسطنطين بي. كيلغور
قسطنطين بي. كيلغور هو قاضي ومحامي وسياسي أمريكي، ولد في 20 فبراير 1835 في نيونان في الولايات المتحدة، وتوفي في 23 سبتمبر 1897 في أدمور في الولايات المتحدة. نشط حزبياً في الحزب الديمقراطي. وقد انتخب عضو مجلس النواب الأمريكي ‏.